# Čaglin
Čaglin ist eine Gemeinde in der Gespanschaft Požega-Slawonien, Kroatien.
Die Einwohnerzahl laut Volkszählung von 2011 beträgt 2723 Einwohner, von denen 85,79 % Kroaten sind. 